# Ovalocytose
L’ovalocytose est un état héréditaire dans lequel les globules rouges, qui sont censées être en rondes, ont une forme légèrement ovale ou elliptique (elle est également connue sous le nom d'elliptocytose héréditaire). Cette condition est associée à l'anémie hémolytique douce. Dans les cas graves, la maladie peut être traitée par l'ablation de la rate.
Le terme « ovalocytose » est généralement le plus utilisé en référence à un sous-type particulier d'elliptocytose héréditaire connu sous le nom d'« ovalocytose asiatique du sud-est », qui est provoqué par une mutation particulière dans l'« Echangeur anionique 1 (AE1) » ou « Bande 3 » qui est une protéine de transport phylogénétique responsable de l'échange électroneutre du chlorure (Cl) en bicarbonate (HCO3-) à travers la membrane plasmique.
L'ovalocytosis asiatique du sud-est est commune dans quelques communautés de Malaisie et de Papouasie-Nouvelle-Guinée, car elle confère une meilleure résistance à la malaria cérébrale due à Plasmodium falciparum.